# Сара Лузмор
Сара Лузмор (англ. Sarah Loosemore; нар. 15 червня 1961) — колишня британська тенісистка.
Найвищу одиночну позицію світового рейтингу — 76 місце досягла 10 вересня 1990, парну — 211 місце — 29 жовтня 1990 року.
Здобула 1 одиночний та 1 парний титул туру ITF.
Найвищим досягненням на турнірах Великого шолома було 3 коло в одиночному розряді.

## Фінали турнірів WTA

### Одиночний розряд (1 поразка)
| Результат | W/L | Дата     | Турнір                   | Покриття | Суперниця      | Рахунок            |
| --------- | --- | -------- | ------------------------ | -------- | -------------- | ------------------ |
| Поразка   | 0–1 | Кві 1990 | Singapore Open, Сінгапур | Тверде   | Савамацу Наоко | 6–7(5–7), 6–3, 4–6 |

## Фінали ITF
| турніри $25,000 |
| турніри $10,000 |

### Одиночний розряд (1-1)
| Результат | Ранг | Дата             | Турнір                            | Покриття | Суперниця         | Рахунок  |
| --------- | ---- | ---------------- | --------------------------------- | -------- | ----------------- | -------- |
| Поразка   | 1.   | 2 листопада 1987 | Телфорд (Англія), Велика Британія | Тверде   | Наталія Медведєва | 2–6, 2–6 |
| Перемога  | 1.   | 18 серпня 1991   | Вірджинія-Біч, США                | Тверде   | Теммі Віттінгтон  | 6–2, 6–3 |

### Парний розряд (1–0)
| Результат | Дата          | Турнір                       | Покриття | Партнерка    | Суперниці                      | Рахунок  |
| --------- | ------------- | ---------------------------- | -------- | ------------ | ------------------------------ | -------- |
| Перемога  | 9 серпня 1992 | Колледж-Парк (Меріленд), США | Тверде   | Джейн Тейлор | Мішел Мейр Карен ван дер Мерве | 6–4, 6–3 |

## Виступи на турнірах Великого шолому

### Одиночний розряд
| Рік       | Відкритий чемпіонат Австралії з тенісу | Відкритий чемпіонат Австралії з тенісу | Відкритий чемпіонат Франції з тенісу | Відкритий чемпіонат Франції з тенісу | Вімблдонський турнір | Вімблдонський турнір            | Відкритий чемпіонат США з тенісу | Відкритий чемпіонат США з тенісу |
| Фінал WTA | 1-ше коло (1/64)                       | Нідерланди Геллас Тер Ріт              | –                                    | –                                    | 2-ге коло (1/32)     | USA Террі Фелпс                 | –                                | –                                |
| Фінал WTA | 2-ге коло (1/32)                       | USA Пем Шрайвер                        | –                                    | –                                    | –                    | –                               | –                                | –                                |
| Фінал WTA | 3-тє коло (1/16)                       | Чехословаччина Гелена Сукова           | 1-ше коло (1/64)                     | USA Дженніфер Сентрок                | 2-ге коло (1/32)     | ПАР Елна Рейнах                 | –                                | –                                |
| Фінал WTA | 1-ше коло (1/64)                       | Німеччина Барбара Ріттнер              | 1-ше коло (1/64)                     | Німеччина Клаудія Коде-Кільш         | 1-ше коло (1/64)     | Чехословаччина Андреа Стрнадова | –                                | –                                |
| 1992      | –                                      | –                                      | –                                    | –                                    | 1-ше коло (1/64)     | Франція Алексія Дешом-Баллере   | –                                | –                                |

Праворуч вказано останню суперницю

### Парний розряд
| Рік  | Відкритий чемпіонат Австралії з тенісу | Відкритий чемпіонат Австралії з тенісу       | Відкритий чемпіонат Франції з тенісу | Відкритий чемпіонат Франції з тенісу | Вімблдонський турнір                             | Вімблдонський турнір                                       | Відкритий чемпіонат США з тенісу | Відкритий чемпіонат США з тенісу |
| 1990 | –                                      | –                                            | –                                    | –                                    | 1-ше коло (1/32) Велика Британія Анн Сімпкін     | ФРН Клаудія Порвік ФРН Вілтруд Пробст                      | –                                | –                                |
| 1991 | 1-ше коло (1/32) США Андреа Леанд      | Австралія Луїс Стейсі Австралія Джейн Тейлор | –                                    | –                                    | 1-ше коло (1/32) Велика Британія Аманда Гранфелд | Велика Британія Барбара Гріффітс Велика Британія Джейн Вуд | –                                | –                                |

## Світовий рейтинг
| Рік     | 1987 | 1988  | 1989  | 1990 | 1991  | 1992  |
| Рейтинг | 367  | ▲ 159 | ▼ 298 | ▲ 82 | ▼ 174 | ▼ 430 |